# Duane Hanson
Duane Hanson (Alexandria, 17 gennaio 1925 – Boca Raton, 6 gennaio 1996) è stato uno scultore statunitense.

## Biografia
Nato nel Minnesota il 17 Gennaio 1925 da una coppia svedese, Hanson crea a tredici anni la sua prima opera: Blue Boy. Nel 1944 la famiglia si trasferisce a Seattle e Duane frequenta la University of Washington in cui si specializza nel campo dell'arte. Nel 1946 si laurea in lettere al Macalester College.
Nel 1951 riceve il master in belle arti alla Cranbrook Academy of Art e sposa Janice Roche. Nel '52 diventa insegnante alla Wilton Junior High School di Wilton. Nel 1953 a Monaco conosce George Grygo.
Nel 1961 ritorna negli Stati Uniti e si stabilisce ad Atlanta, nel 1963 vince un premio come miglior lavoratore artistico per condurre esperimenti con la resina poliestere. Si trasferisce così a Miami dove insegna arte e scultura al Miami Dade Community College. Nel 1968 Sposa Wesla Host da cui avrà due figli. Hanson muore di cancro a Gennaio del 1996 a Boca Raton in Florida.
Cranbrook Academy of Art

## Stile e tecnica
Riconosciuto come uno degli scultori più importanti delle neoavanguardie, il suo lavoro si è principalmente concentrato all'analisi e alla critica della common people, restituendo allo spettatore un'immagine altamente stereotipata dell'americano medio.  Con vari materiali fra cui resina di poliestere, fibra di vetro e bronzo, ha realizzato nel corso della sua attività artistica un elevato numero di statue iperrealistiche, come Supermarket Lady, Young Shopper, Tourists. È spesso associato al movimento della Pop Art e all'iperrealismo.